# آدریانو (بازیکن فوتبال، زاده ۱۹۸۰)
آدریانو پادیلا ناسیمنتو (به پرتغالی: Adriano Padilha Nascimento) مهاجم اهل برزیل است که در شهر الگریت، برزیل و در تاریخ ۲۰ ژوئن ۱۹۸۰ به دنیا آمده‌است.
آدریانو پادیلا ناسیمنتو در تیم‌های فوتبال Figueirense سابقهٔ حضور دارد.